# Große Pyra
Die Große Pyra, früher auch Gr. Bühra genannt, ist ein rechter Nebenfluss der Zwickauer Mulde in Sachsen.

## Verlauf
Sie entspringt am Kamm des Westerzgebirges auf etwa 930 m Höhe an der deutsch-tschechischen Grenze. Der Quellbach fließt in nordwestlicher Richtung zunächst durch den heute trocken liegenden Schwarzen Teich. Hier tritt er auf sächsische Seite über und nimmt als größere Zuflüsse auf der rechten Seite das Seerbächel und das Butterbächel auf. Linker Hand münden anschließend Schwerdtbach und Mordbach. Ein „Kleine Pyra“ genannter rechter Zufluss, in den sächsischen Meilenblättern 1791 auch „die Rothe Bühre“ und später „Obere Kleine Pyra“ genannt, ist nicht mit der eigentlichen Kleinen Pyra zu verwechseln, die weiter westlich fließt und ein eigenständiger Nebenfluss der Zwickauer Mulde ist.

Nach wenigen Kilometern passiert der Fluss die kleine Ortschaft Sachsengrund. Im Ortsteil Morgenröthe der Gemeinde Morgenröthe-Rautenkranz nimmt die Große Pyra unter anderem den Heroldsbach, den Markersbach und das Steinbächel auf. Im Bereich der Talweitung des Kohlangers zweigt der dann parallel verlaufende Hammergraben ab. In Rautenkranz schließlich mündet die Große Pyra auf etwa 620 m Höhe in die Zwickauer Mulde. In der Nähe der Mündung befindet sich eine Radiumquelle.

## Geschichte der Nutzung
Früher trieb das Wasser Hammerwerke, so das im oberen Ortsteil von Morgenröthe, und die Heßmühle, die Friedrichsmühle und die Pyramühle an. Die Mühlgräben sind zum Teil noch heute sichtbar. Der Fluss wurde zum Abtransport des Holzes der umliegenden Wälder mittels Flößen genutzt. Es gab die Floß-Inspection des sächsischen Kurfürsten für die Wilzsch- und Mulden-Flöße mit einem kurfürstlich-sächsischen Ober-Auffseher und einem kurfürstlich-sächsischen Floß-Meister, die schon im ersten erschienenen Hof- und Staatskalender von Sachsen des Jahres 1728 mit Namen aufgeführt sind. Karl August Engelhardt berichtet 1804 in „Erdbeschreibung von Kursachsen“ über das Flößen auf der Großen Pyra und dessen überregionale Bedeutung für die Versorgung von Städten wie Leipzig und Halle mit Holz: Auf Grund langjähriger Verträge mit den Waldeigentümern der Grenzwaldungen würde im Sommer Holz geschlagen und im Winter mit Pferdeschlitten an den großen Pyrarer oder schwarzenTeich gebracht.
„Sobald im Frühjahr der Schnee schmilzt und der Teich davon anschwillt, nimmt die Flösse ihren Anfang. Jeden Floßtag werden tausend und mehr Klaftern die große Pyra hinunter bis auf den großen Rautenkranzer Holzanger, wo die Pyra in die Mulde fällt, geflößt. Hier sieht man alles in voller Thätigkeit, die Hölzer aus dem Wasser zu ziehen, in Stösse umzusetzen und zu numerieren. Ist das beim schwarzenTeich angefahrne Holz nach Rautenkranz geflößt, so wird nun im Herbste die sogenannte Verdingung vorgenommen. Da strömen denn fast aus dem ganzen Vogtlande Menschen mit Pferden und Ochsen herbei, um eine gewisse Menge Holz zu dingen d. h. an den sogenannten neuen Graben und den Gelenbach, 2 St. von dem Rautenkranzer Anger, zu fahren. Hier bleibt es nun wieder bis zum Thauwetter im Frühjahr liegen, wo es dann auf ienen Gräben in die Göltzsch und aus dieser bei Graiz der Elster zugeflößt wird. Auf diese Art erreicht das Holz den Ort seiner Bestimmung. Das erste Jahr kommt es nämlich aus Grund und Boden bis an den Floßteich, das andere Jahr bis auf den Rautenkranzer Holzanger und von da im Winter bis an die genannten Bäche und im dritten Jahr erst zur Hauptflösse, welche es bis Leipzig und Halle bringt.“
August Schumann beschreibt 1815 fast wortgleich das Gleiche.

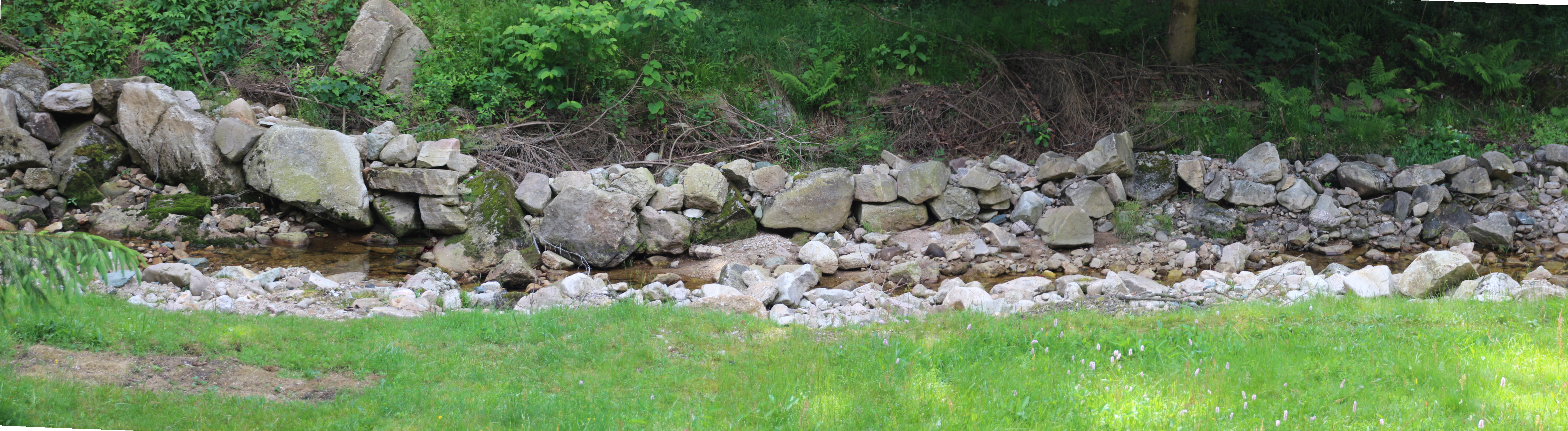
Die Große Pyra in Morgenröthe

Der Vogtländische Flößerverein Muldenberg e. V. erinnert mit einem jährlichen Schauflößen, das er seit der Wiedervereinigung durchführt, an das frühere Floßsystem.

## Naturschutz
Die Wiesen am Unterlauf der Großen Pyra sind nach ihrer Naturausstattung von europäischer Bedeutung. Sie gehören zum Teilgebiet 9 „Wiesen an der Großen Pyra“ des Natura 2000-Gebietes „Oberes Zwickauer Muldetal“. In der kontinentalen Liste der Gebiete von gemeinschaftlicher Bedeutung der Europäischen Kommission hat es die EU-Melde-Nummer 5540-302. Das Gesamtgebiet ist durch Verordnung der Landesdirektion Chemnitz vom 26. Januar 2011 geschützt. Die Anlage der Verordnung nennt die Erhaltungsziele für das FFH-Gebiet im Ganzen. Der nicht veröffentlichte Managementplan für dieses Gebiet enthält die Maßnahmen, die zur Erreichung der Erhaltungsziele geeignet sind.
Nach einer Bestandserhebung in den Jahren von 1982 bis 1990 war die Große Pyra auf weiten Strecken ihres unteren Verlaufs Brutgebiet der Wasseramsel.

## Sonstiges

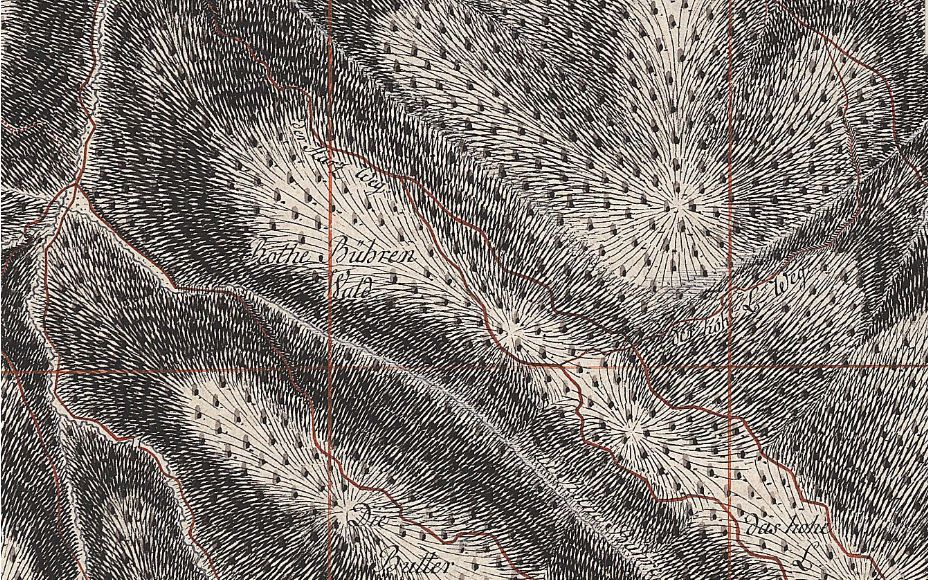
1791 hieß ein Zufluss „die Rothe Bühre“, heute „Kleine Pyra“

Der Name Pyra wird in „Das östliche Vogtland“ der Reihe „Werte der deutschen Heimat“ so gedeutet: Er „gehört wohl zu altsorbisch pyr = Asche, Hitze“. Damit sei der Name als „Aschenbrennerbach“ zu verstehen.

Der Oberlauf der Großen Pyra durchzieht ausschließlich Waldgebiete und entwässert das unter Naturschutz stehende Hochmoor des Großen Kranichsees in westlicher Richtung. Der moorige Untergrund färbt das Wasser des Flüsschens dunkel. Sie führt Huminstoffe mit sich, die in den Mooren und Wäldern entstehen, aus denen sie kommt, und alle aus diesem Bereich kommenden Bäche belasten. Unter bestimmten Umständen – bei starken Niederschlägen und während der Schneeschmelze – steigt der Huminstoffgehalt stark an. Der Wanderweg, der durch das Tal der Großen Pyra verläuft, endet am Kammweg unweit der Quelle des Flusses.
Der „Kleine Pyra“ genannte Zufluss trug früher den Namen „Rote Pyra“, so noch in einer Veröffentlichung des Jahres 1833. In den Sächsischen Meilenblättern aus dem Ende des 18. Jahrhunderts ist dieser Zufluss als „die Rothe Bühre“ bezeichnet.
Sowohl 1954 als auch 2013 trat die Große Pyra nach Starkregen über ihre Ufer und verursachte Schäden durch Überschwemmungen wie Ufer- und Mauerabbrüche.

## Galerie
Die Große Pyra im oberen Teil von Morgenröthe.

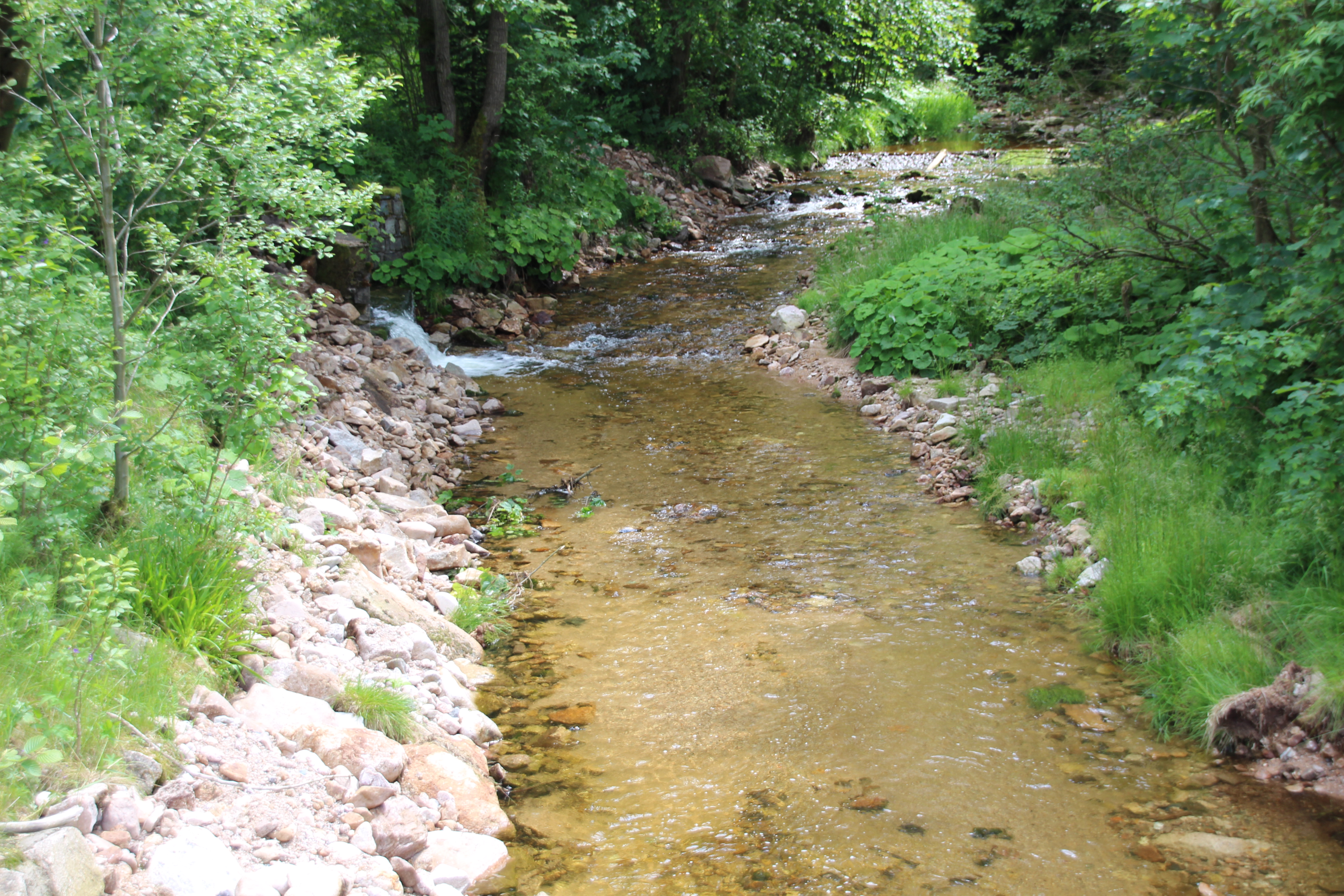
Nach Aufnahme des Markersbachs
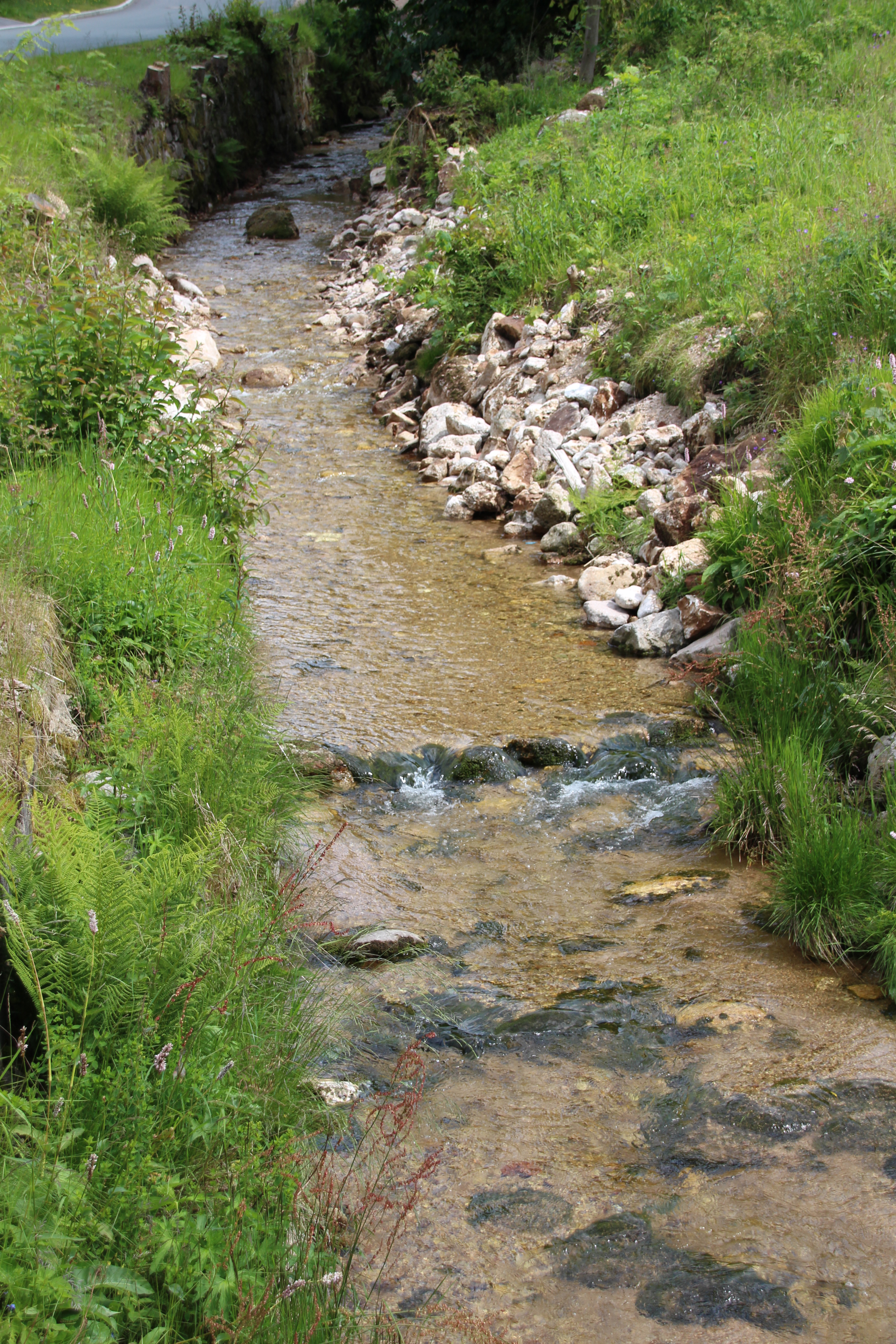
Der Markersbach speist die Pyra
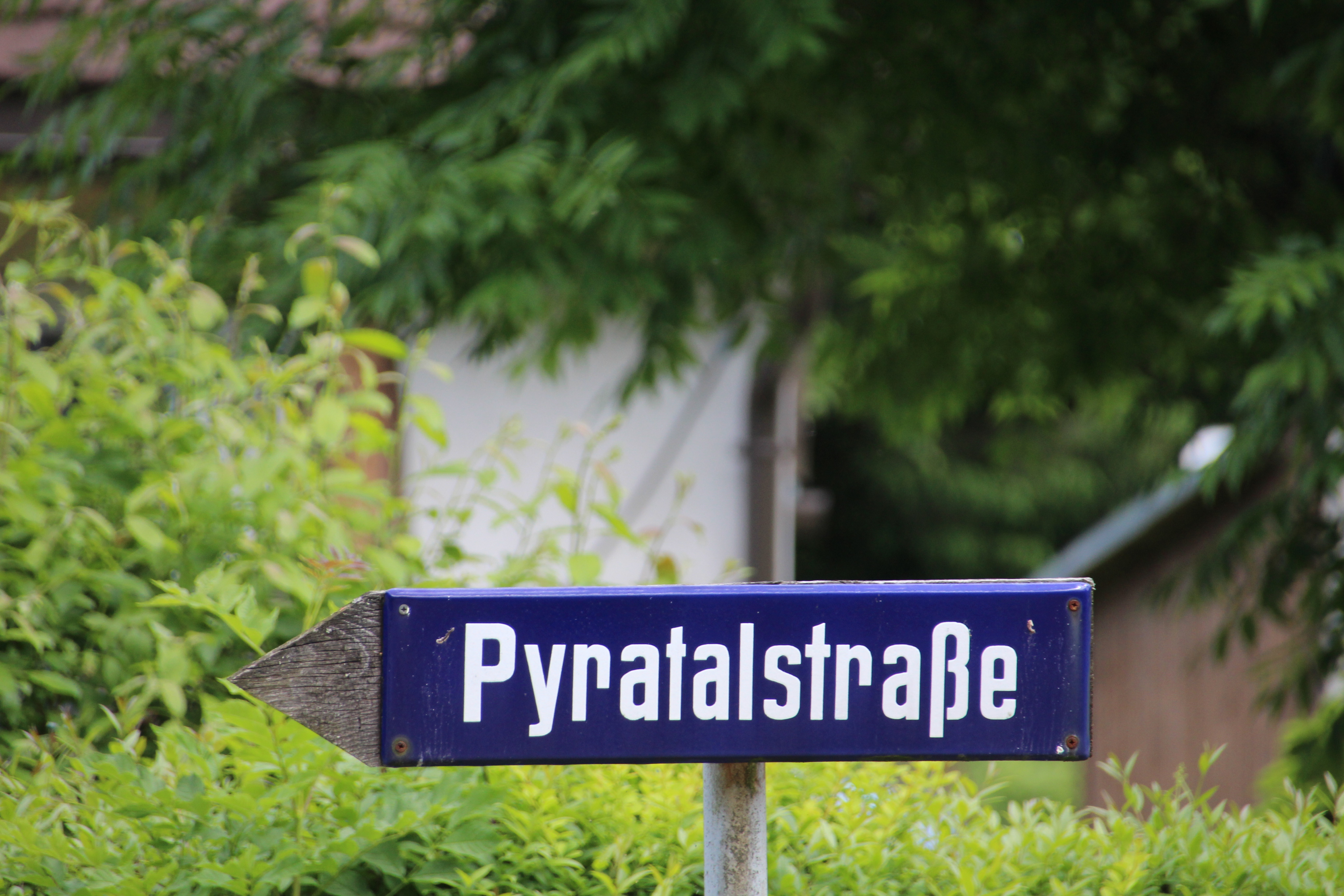
Der Fluss als Namensgeber
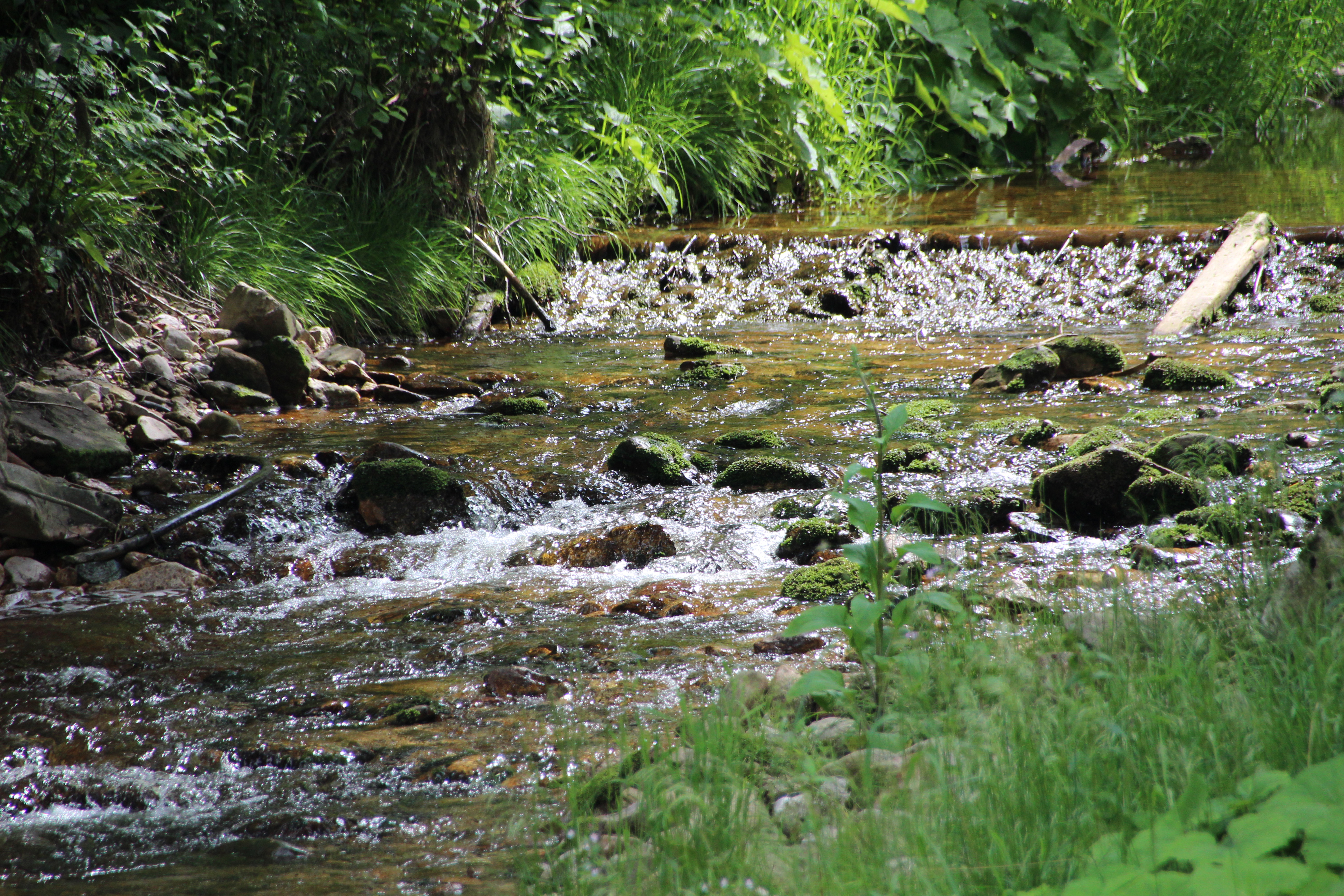
Im Juni 2015
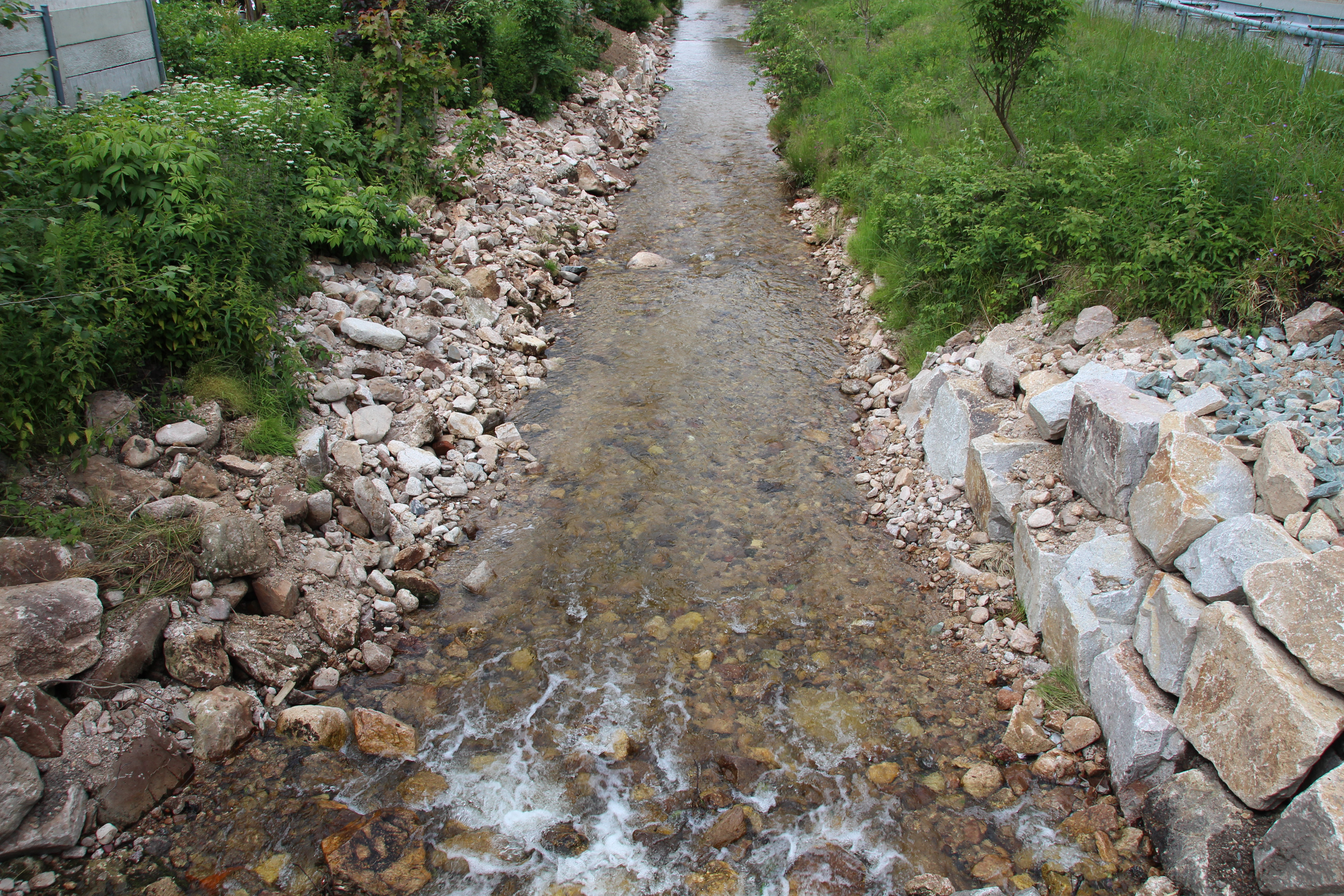
Zwischen Straße und Hausgärten
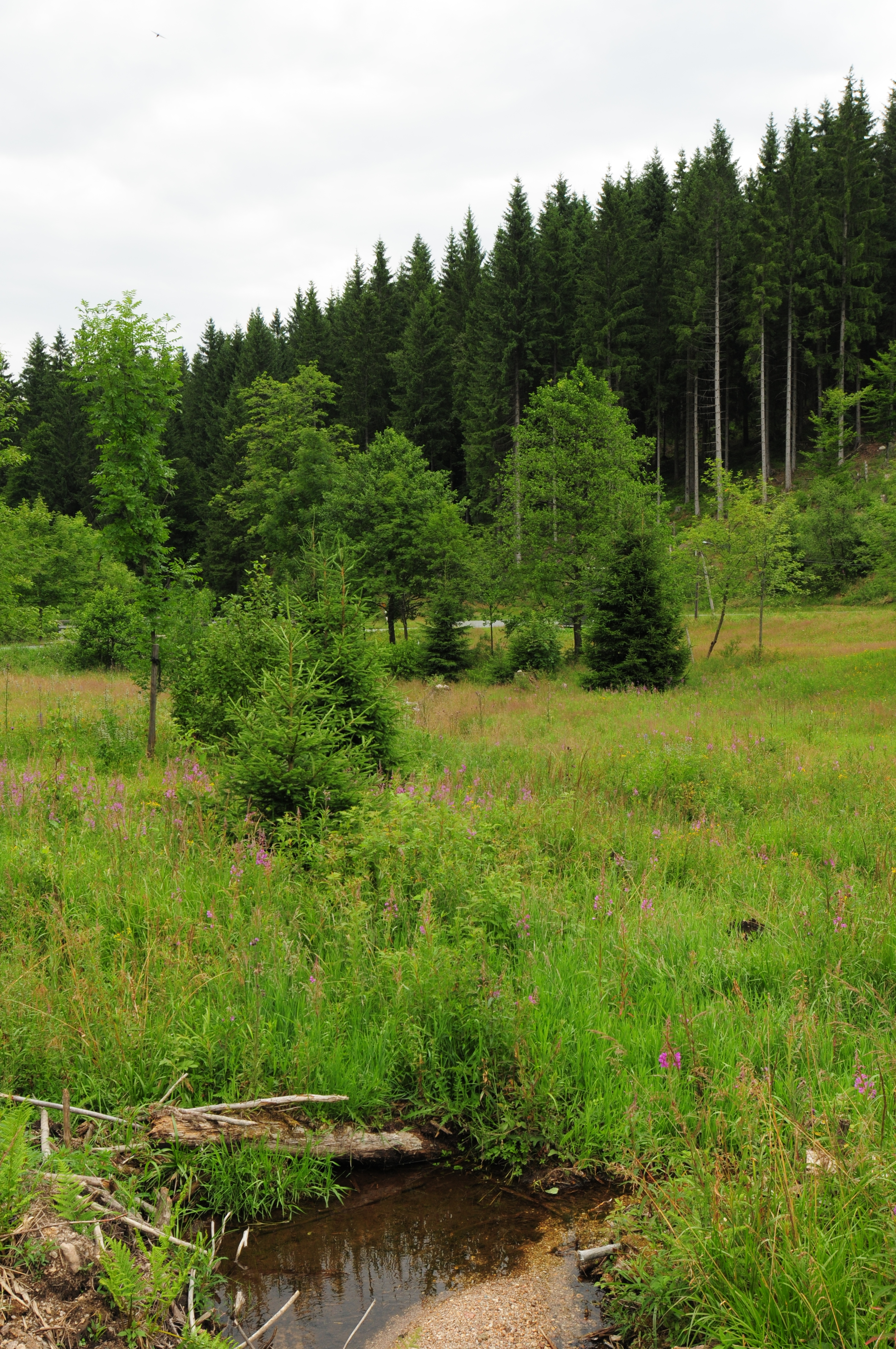
Kohlangerwiese am Hammergraben